# Голицынский, Евгений Николаевич
Евгений Николаевич Голицынский (Галицынский) (укр. Євген Миколайович Голіцинський ; 1878, Кишинёв, Бессарабская губерния, Российская империя — 1932, Подебрады, Чехословакия) — украинский политик, дипломат, педагог.

## Биография
Воспитанник Владимирского Киевского кадетского корпуса (1898). Позже обучался в Московском высшем техническом училище и на химическом факультете Киевского политехнического института.
С 1900 года занимался революционной деятельностью, был одним из основателей Революционной украинской партии (РУП), принимал активное участие в деятельности киевской организации «Вільна Громада».
В 1902 году избран членом Центрального комитета Революционной украинской партии.
В конце 1903 года эмигрировал до Львов, где работал в заграничном комитете РУП, созданном для руководства издательской деятельностью партии в Галиции, в частности был соредактором печатных изданий «Гасло», «Селянин», «Праця». После раскола РУП в январе 1905 года вышел из рядов партии и вернулся к изучению химии. В 1907 году окончил Пражский техникум.
Получив разрешение на въезд в Российскую империю, с 1907 по 1915 год работал инженером-химиком на предприятиях Украины.
В 1915—1917 годах — связной между львовским Союзом освобождения Украины и киевской и заграничными украинскими общественно-политическими организациями.
После Февральской революции в 1917 году — Звенигородский уездный комиссар Украинской Центральной Рады. В том же году работал в Киевской конторе Государственного банка.
С 1918 года — на дипломатической работе. Возглавлял делегацию Украинской Народной Республики в Германской империи, которая решала вопрос об изготовлении украинских банковских знаков (карбованцев).
С 1918 по 1919 год — руководитель дипломатической миссии УНР в США. В 1919 году возглавлял дипломатические миссии УНР в Эстонии и Латвии.
С 1920 года работал преподавателем в Чехословакии, доцент, читал лекции по химии в Украинской хозяйственной академии в Подебрадах.
Один из инициаторов издания воспоминаний про РУП.